# Croquemitoufle
Pour l'album de Gilbert Bécaud, voir Croquemitoufle (album).
Pour plus de détails, voir Fiche technique et Distribution.
Croquemitoufle ou Les Femmes des autres est un film français réalisé par Claude Barma, sorti en 1959.

## Synopsis
Revenant d'un séjour de deux ans en Terre Adélie, l'explorateur Bernard Villiers retrouve son meilleur ami, Thomas Desjardins, que ses fonctions diplomatiques appellent à Londres. En l'absence de Thomas, Bernard apprend que Catherine, son épouse, s'enfuit avec son collaborateur Michel. Par amitié pour Thomas et toujours plein de ressources, il va suivre le couple et tenter de les séparer. Il en fera tant, qu'il tombera amoureux de Catherine.

## Fiche technique
- Titre : Croquemitoufle ou Les Femmes des autres
- Réalisation : Claude Barma
- Scénario : Jean-Charles Tacchella et Jacques Emmanuel
- Décors : Robert Gys
- Costumes : Christiane Coste
- Photographie : Jacques Lemare
- Musique : Gilbert Bécaud
- Montage : Charles Bretoneiche
- Son : René Sarazin
- Producteur : Ignace Morgenstern
- Sociétés de production : Cocinor, Cocinex, SEDIF Productions, Anray-Films, Noël-Films
- Société de distribution : Cocinor (France)
- Tournage : du 8 septembre au 8 novembre 1958
- Film réalisé aux studios : Paris, Studios de Billancourt et Studios de la Victorine à Nice
- Effets spéciaux : LAX
- Pays :  France
- Langue : français
- Format : 35 mm — noir et blanc
- Son : monophonique
- Genre : comédie
- Durée : 77 minutes
- Date de sortie :
  - France : 20 mai 1959
- Affiches : Jean Mascii, Jacques Vaissier (France)

## Distribution
- Gilbert Bécaud : Bernard Villiers, l'explorateur revenant de la Terre Adélie
- Mireille Granelli : Catherine, la prétendue femme du diplomate
- Michel Roux : Michel Saulnier, l'adjoint du diplomate
- Robert Manuel : Thomas Desjardins, le diplomate, ami de Bernard
- Jacqueline Jehanneuf : Florence, la secrétaire du diplomate
- Micheline Luccioni : Nénette, la femme de Gorilla
- Félix Miquet : Gorilla, le catcheur
- Roger Carel : Maurice Pascal, le directeur de l'hôtel restaurant
- Jacques Marin : le contrôleur du train
- Lisa Jouvet : la vendeuse de parfum à l'aérodrome (non créditée)
- Max Desrau : le voyageur du train qui a soif
- Marcelle Arnold : la buraliste sur le quai de la gare (non créditée)
- Henri Arius : le chauffeur de taxi
- Paul Préboist : le manager de Gorilla
- Alain Nobis : le commissaire
- Maurice Chevit : le contrôleur du train
- Pierre Leproux : le réceptionniste du Carlton (non crédité)
- Dominique Zardi : un serveur de l'hôtel (non crédité)
- Pierre Tornade : un serveur de l'hôtel
- Mathilde Casadesus : la comtesse, une dame de l'hôtel avec son petit chien
- Roger Lecuyer : un client du wagon-restaurant
- Jean-Jacques Lecot :
- René Alone :
- Michel André : (non crédité)